# Alice Jedličková
Alice Jedličková (* 5. března 1963) je česká literární kriitička, editorka a vysokoškolská učitelka.

## Život
V letech 1981 až 1986 vystudovala Filozofickou fakultu Univerzity Karlovy, obor Bohemistika–germanistika. Je zaměstnána v Ústavu pro jazyk český Akademie věd České republiky.

### Pedagogická činnost
V letech 1998 až 2004 učila na Pedagogické fakultě Univerzity Karlovy. V letech 2009 až 2011 učila na Pedagogické fakultě Univerzity Jana Evangelisty Purkyně v Ústí nad Labem. V letech 2011 až 2021 učila na Filozofické fakultě Masarykovy univerzity v Brně.

## Dílo (výběr)
- Viditelné popisy. Vizualita, sugestivita a intermedialita literární deskripce (spoluautor: Stanislava Fedrová). Praha: Akropolis, 2016. ISBN 978-80-7470-124-5. Dostupné online.
- Narativní koherence jako průvodní rys proměn žánru: na příkladu próz s historickou tematikou. Bohemica litteraria. 2021, roč. 24, č. 2, s. 115-136. ISSN 1213-2144.[4]